# Paulina Paszek
Paulina Paszek (Czechowice-Dziedzice, 27 de octubre de 1997) es una deportista polaca que compite por Alemania en piragüismo en la modalidad de aguas tranquilas.
Participó en los Juegos Olímpicos de París 2024, obteniendo dos medallas, plata en K4 500 m y bronce en K2 500 m.
Ganó cinco medallas en el Campeonato Mundial de Piragüismo entre los años 2017 y 2023, y cinco medallas en el Campeonato Europeo de Piragüismo entre los años 2018 y 2025.
En los Juegos Europeos de Cracovia 2023 consiguió una medalla de plata en la prueba de K4 500 m.

## Palmarés internacional
| Representando a Polonia  |                             |                   |             |
| Campeonato Mundial       |                             |                   |             |
| Año                      | Lugar                       | Medalla           | Competición |
| 2017                     | Račice (República Checa)    | Medalla de bronce | K2 1000 m   |
| 2018                     | Montemor-o-Velho (Portugal) | Medalla de plata  | K2 1000 m   |
| Campeonato Europeo       |                             |                   |             |
| Año                      | Lugar                       | Medalla           | Competición |
| 2018                     | Belgrado (Serbia)           | Medalla de oro    | K2 1000 m   |
| Representando a Alemania |                             |                   |             |
| Juegos Olímpicos         |                             |                   |             |
| Año                      | Lugar                       | Medalla           | Competición |
| 2024                     | París (Francia)             | Medalla de plata  | K4 500 m    |
| 2024                     | París (Francia)             | Medalla de bronce | K2 500 m    |
| Campeonato Mundial       |                             |                   |             |
| Año                      | Lugar                       | Medalla           | Competición |
| 2022                     | Halifax (Canadá)            | Medalla de plata  | K2 500 m    |
| 2023                     | Duisburgo (Alemania)        | Medalla de plata  | K2 200 m    |
| 2023                     | Duisburgo (Alemania)        | Medalla de bronce | K2 500 m    |
| Juegos Europeos          |                             |                   |             |
| Año                      | Lugar                       | Medalla           | Competición |
| 2023                     | Cracovia (Polonia)          | Medalla de plata  | K4 500 m    |
| Campeonato Europeo       |                             |                   |             |
| Año                      | Lugar                       | Medalla           | Competición |
| 2022                     | Múnich (Alemania)           | Medalla de bronce | K2 200 m    |
| 2022                     | Múnich (Alemania)           | Medalla de bronce | K2 500 m    |
| 2025                     | Račice (República Checa)    | Medalla de plata  | K2 500 m    |
| 2025                     | Račice (República Checa)    | Medalla de bronce | K4 500 m    |